# Zapasy na Igrzyskach Śródziemnomorskich 2018
Zapasy na Igrzyskach Śródziemnomorskich 2018 odbyły się w dniach 24 - 27 czerwca w mieście Vila-seca.

## Tabela medalowa
Gospodarz zawodów został zaznaczony kolorem.
| Klasyfikacja medalowa | Klasyfikacja medalowa | Klasyfikacja medalowa | Klasyfikacja medalowa | Klasyfikacja medalowa | Klasyfikacja medalowa |
| Miejsce               | Państwo               | Złoto                 | Srebro                | Brąz                  | Razem                 |
| --------------------- | --------------------- | --------------------- | --------------------- | --------------------- | --------------------- |
| 1                     | Turcja                | 8                     | 2                     | 3                     | 13                    |
| 2                     | Francja               | 2                     | 2                     | 4                     | 8                     |
| 3                     | Włochy                | 1                     | 3                     | 1                     | 5                     |
| 4                     | Egipt                 | 1                     | 2                     | 3                     | 6                     |
| 5                     | Macedonia Północna    | 1                     | 0                     | 1                     | 2                     |
| .                     | Grecja                | 1                     | 0                     | 1                     | 2                     |
| 7                     | Algieria              | 0                     | 2                     | 0                     | 2                     |
| 8                     | Serbia                | 0                     | 1                     | 3                     | 4                     |
| 9                     | Słowenia              | 0                     | 1                     | 0                     | 1                     |
| .                     | Tunezja               | 0                     | 1                     | 0                     | 1                     |
| 11                    | Hiszpania             | 0                     | 0                     | 3                     | 3                     |
| 12                    | Chorwacja             | 0                     | 0                     | 2                     | 2                     |
| 13                    | Syria                 | 0                     | 0                     | 1                     | 1                     |
|                       | Łącznie               | 14                    | 14                    | 22                    | 50                    |

## Wyniki

### Mężczyźni

#### Styl wolny
| Konkurencja      | Złoto                    | Srebro               | Brąz                                            |
| do 65 kilogramów | Selahattin Kılıçsallayan | David Habat          | Stevan Mićić Ilman Mukhtarov                    |
| do 74 kilogramów | Frank Chamizo            | Sami Hamdi Amin Rabi | Dejan Mitrov Muhammet Demir                     |
| do 86 kilogramów | Ahmet Bilici             | Akhmed Aibuev        | Taimuraz Friev                                  |
| do 97 kilogramów | Magomedgadji Nurov       | Simone Iannattoni    | Husam Muhammad Mustafa Mirghani Yunus Emre Dede |

#### Styl klasyczny
| Konkurencja      | Złoto            | Srebro                             | Brąz                                         |
| do 60 kilogramów | Hajsam Mahmud    | Elçin Ali                          | Ivan Lizatović Léo Tudezca                   |
| do 67 kilogramów | Yasin Ozay       | Muhammad Ibrahim as-Sajjid Ibrahim | Murat Fırat Abdulkarim Al-Hasan              |
| do 77 kilogramów | Yunus Emre Başar | Davor Štefanek                     | Artak Margaryan Božo Starčević               |
| do 87 kilogramów | Metehan Başar    | Bachir Sidazara                    | Vladimir Stankić Dimitrios Tsekieridis       |
| do 97 kilogramów | Mélonin Noumonvi | Adam Budżamalin                    | Ahmad Hasan Ali Mahmud Ahmad Micheil Kadżaia |

### Kobiety

#### Styl wolny
| Konkurencja      | Złoto                | Srebro         | Brąz                     |
| do 50 kilogramów | Evin Demirhan        | Julie Sabatié  | Aitzane Gorria           |
| do 53 kilogramów | Maria Prewolaraki    | Aysun Erge     | Hilary Honorine          |
| do 57 kilogramów | Bediha Gün           | Carola Rainero | Graciela Sánchez         |
| do 62 kilogramów | Elif Jale Yeşilırmak | Marwa al-Amiri | Sara Da Col              |
| do 68 kilogramów | Buse Tosun           | Dalma Caneva   | Samar Amir Ibrahim Hamza |